# 天市左垣五
天市左垣五(武仙座112)也称齐，又名BD+21 3582，HD 174933、SAO 86521、HR 7113，是武仙座的一颗恒星，视星等为5.48，位于銀經52.27，銀緯9.41，其B1900.0坐标为赤經18h 48m 0.1s，赤緯+21° 9.41′ 16″。